# Vol Malév 240
Le vol Malév 240 est un vol assurant la liaison entre l'Aéroport international de Budapest-Ferenc Liszt et l'Aéroport international de Beyrouth - Rafic Hariri (vol MA-240). Le 30 septembre 1975, à 3 h 44, le Tupolev Tu-154 de la compagnie hongroise Malév s'abîme en mer Méditerranée, près de la côte libanaise, à proximité de Beyrouth, quelques minutes avant l'atterrissage programmé. Les soixante personnes à bord — 50 passagers et 10 membres d'équipage — y trouvent la mort,.
Aucune déclaration officielle n'a jamais été faite sur l'accident et sa cause n'a jamais été faite publiquement. Le 27 septembre 2007, 32 ans après l'accident, György Szilvásy, alors ministre de la Défense en Hongrie écrit une lettre à Robert Répássy, alors député, indiquant que l'administration hongroise de Sécurité Nationale a publié un rapport interne sur le vol 240, indiquant qu'aucun document classé lié à l'enquête des services secrets ne pourrait être disponible.
Selon des témoins non identifiés, l'avion a été abattu. Un pilote militaire britannique témoin des faits ainsi que des opérateurs radar sur une station radar britannique à Chypre confirment cette version des faits,. Ces informations sont démenties peu de temps après dans un document officiel de la Royal Air Force.

## Accident
Le 29 septembre 1975, l'avion doit effectuer un vol régulier de Budapest à Beyrouth. En raison du mauvais temps à l'aéroport d'arrivée, le départ est reporté à plusieurs reprises. Les conditions météorologiques à Beyrouth s'améliorent en fin de soirée et le vol MA-240 décolle de l'aéroport international de Budapest-Ferenc Liszt à 23 h 10. Il y a 50 passagers à bord, dont un hongrois, quatre religieuses françaises, deux diplomates finlandais, un couple de britanniques avec un enfant ainsi qu'un autre britannique, ainsi que des résidents libanais, égyptiens et saoudiens,.
Le 30 septembre, vers 2 h 33, le vol MA-240 quitte l'espace aérien chypriote et entre dans l'espace aérien libanais. L'équipage contacte alors le contrôleur aérien libanais, Najib Abou Jabber. Vingt minutes avant l'heure d'atterrissage prévue, l'équipage reçoit l'instruction de descendre à une altitude de 6 000 pieds (1 830 mètres). Cependant, la balise radio de l'aéroport ne fonctionne pas correctement en raison du mauvais temps. Selon un documentaire diffusé par la chaîne hongroise TV2ruen, l'équipage reçoit l'instruction de retarder l'atterrissage et d'attendre l'autorisation de se poser. Selon des témoins oculaires, une explosion s'est produite au-dessus de la mer. L'avion disparait au même instant de l'écran radar.

## Détails du vol

### Aéronef
Le Tupolev Tu-154 (74A053, numéro de série 0053) s'étant abîmé en mer est produit en janvier 1974 à l'usine aéronautique Aviakor (russe : Авиако́р), localisée à Samara en URSS. Le 21 janvier de la même année, il est livré à la compagnie égyptienne EgyptAir, au sein de laquelle l'avion porte l'identification SU-AXG et est nommé Howait-Hur. Le 19 mars 1975, il est renvoyé en URSS, et sert alors dans les forces aériennes, avec le numéro d'identification CCCP-85053. Le 1er juin, il est racheté par la compagnie hongroise Malév et reçoit le numéro d'identification HA-LCI. En juillet, il est converti en Tu-154A. Il est alors équipé de trois Turboréacteurs Kouznetsov NK-8 2U fabriqués par KMPO (russe : КМПО). À la date de l'accident, selon les données disponibles officiellement, l'avion a effectué 1186 heures de vol.

### Équipage et passagers
Les membres de l'équipage pour ce vol sont :
- János Pintér (commandant de bord)
- Károly Kvasz (copilote)
- Árpád Mohovits (navigateur aérien)
- István Horváth (mécanicien de bord)
- László Majoros (mécanicien navigant)
- Agnes Kmeth (hôtesse de l'air)
- Richard Fried (steward)
- Mercedes Szentpály (hôtesse de l'air)
- Miklósné Herczegh (hôtesse de l'air)
- Lászlóné Németh (hôtesse de l'air)

| Liban et Égypte | 37 |    |    |
| France          | 4  |    |    |
| Royaume-Uni     | 4  |    |    |
| Finlande        | 2  |    |    |
| Hongrie         | 1  |    |    |
| Angola          | 1  |    |    |
| Arabie saoudite | 1  |    |    |
| Total à bord    | 50 | 50 | 50 |

## Indemnisation
En 2009, le gouvernement hongrois annonce une indemnisation à hauteur quatre millions forints (environ 10 000 euros) par personne pour les proches des victimes du vol Malév 240 de 1975.

## Théories sur les causes de l'accident
Pendant trois semaines, les autorités hongroises ne font aucun communiqué officiel à la suite de l'accident, impliquant pourtant soixante personnes, alors qu'il ne fait aucun doute que Tupolev s'est abîmé en Méditerranée. Après trois semaines, les journaux hongrois publient un bref rapport indiquant que les enregistreurs du vol n'ont pas été retrouvés. Il n'existe pas de volonté politique du gouvernement hongrois d'aborder le sujet ou d'enquêter sur les faits.
Dans les années 2010, des théories et hypothèses émergent quant à un lien entre le vol et l'Organisation de libération de la Palestine (OLP), alors que la guerre civile libanaise fait rage depuis plus de cinq mois. L'OLP contrôlait une grande partie du Liban, y compris Beyrouth en 1975, et avait ouvert, un jour avant l'accident, un bureau à Beyrouth.
L'affaire a été oubliée de la conscience publique mais fait l'objet d'un regain d'intérêt après 25 ans. Dans un documentaire diffusé en 2004 à la télévision hongroise, une source qui a souhaité rester anonyme, affirme que la station radar de la Royal Air Force à Akrotiri (Chypre) aurait observé que l'avion avait été abattu par un missile tiré depuis un autre avion. Cependant, la Royal Air Force nie rapidement ces affirmations dans un document officiel. En raison du mystère de l'accident d'avion, des spéculations ont émergé selon lesquelles l'armée de l'air israélienne était impliquée dans l'accident du vol Malév 240, en raison de l'un des éléments suivants motifs :
- L'avion aurait transporté quatre tonnes de munitions et d'armes légères de type AK-47 destinées à la lutte armée palestinienne.
- Une délégation de dix représentants palestiniens devait monter à bord de l'avion en route pour Beyrouth, mais le décollage a été retardé de plusieurs minutes. Selon cette théorie, l'avion a été abattu dans le but d'assassiner les membres de la délégation, et l'assassinat n'a pas été annulé en raison d'une défaillance du renseignement.

La théorie la plus rependue sur la cause de l'accident est celle indiquant que le vol MA-240 a été abattu. La Syrie et Israël sont ciblés par ces accusations et érigés comme responsables du drame, abattant l'avion qui aurait été utilisé par l'OLP. L'un des arguments des partisans de cette théorie pointe le faible taux de remplissage de l'avion, qui ne comptait que 50 passagers, alors que l'avion peut en accueillir jusqu'à 180. Une explication avancée est que l'avion aurait servi à transporter des armes pour l'OLP, pour le compte de son chef Yasser Arafat. Ou encore que des membres de l'OLP qui étaient soignés à Budapest se trouvaient également à bord de l'avion. D'autres théories évoquent plutôt une explosion de la cargaison indépendante de toute intervention extérieure. Des liens sont ainsi réalisés avec le vol ČSA 540 qui s'est écrasé à Damas quarante jours plus tôt (le 20 août) dans des circonstances géopolitiques similaires, le lendemain de l'ouverture du bureau de l'OLP à Prague.

### Médiathèque vidéo
- Titkok légijárata (Flight of Secrets) – Youtube.com, documentaire en hongrois
- Az elveszett járat - MA 240 (The lost flight - MA 240) – Youtube.com, documentaire en hongrois